# Al-Mardż (gmina w Libii)
Al-Mardż (arab. المرج, Al-Marj) – gmina w Libii ze stolicą w Al-Mardż.
Liczba mieszkańców – 93 tys.
Kod gminy – LY-MJ (ISO 3166-2).
Al-Mardż graniczy z gminami:
- Al-Dżabal al-Achdar – wschód
- Al-Wahat – południe
- Al-Hizam al-Achdar – zachód